# Keidi Bare
Keidi Bare (* 28. August 1997 in Fier) ist ein albanischer Fußballspieler, der seit 2016 in Spanien spielt.

## Karriere

### Verein
Bare wurde in der albanischen Stadt Fier geboren. Er begann seine Jugendkarriere bei Olimpic Tirana. Nach zwei Jahren wechselte er zu Apolonia in seiner Heimatstadt Fier. Im Dezember 2013 wurde Bare Spieler von Atlético Madrid, nachdem er ein Mini-Turnier in Tiflis gewonnen hatte. Im Jänner 2014 debütierte Bare beim Copa Del Rey Spiel gegen Las Palmas. Sein erstes Tor erzielte Bare beim Copa-del-Rey-Spiel im Jahr 2017 beim Unentschieden gegen Elche. Im August 2018 wechselte Bare zur dritten Mannschaft von FC Málaga. Nach einem Jahr wurde er Spieler in der ersten Mannschaft.
Mitte September 2020 wechselte er zu Espanyol Barcelona, die zur Saison 2020/21 in die zweite spanische Liga abgestiegen waren, und unterschrieb dort einen Vertrag mit einer Laufzeit bis Sommer 2024.
Nach Auslaufen seines Vertrags schloss sich Bare Real Saragossa an.

### Nationalmannschaft
Bare debütierte am 26. März 2018 für die A-Mannschaft im Freundschaftsspiel gegen Norwegen. Sein erstes Tor für die Nationalmannschaft erzielte er gegen Moldawien am 14. Oktober 2019.